# Eristalis nigriceps
Eristalis nigriceps är en tvåvingeart som beskrevs av Li 1999. Eristalis nigriceps ingår i släktet slamflugor, och familjen blomflugor. Inga underarter finns listade i Catalogue of Life.